# Батальйон поліції «Київ-2»
Батальйон поліції «Київ-2» — другий батальйон полку поліції особливого призначення «Київ» ГУНП у місті Києві.

## Історія створення
Батальйон «Київ-2» був сформований із членів Самооборони Майдану. Кістяк підрозділу склали колишні військові з афганської сотні та активісти праворадикального руху С14 (Січ). Як зазначив Євген Карась, член комітету київської ВО «Свобода» і координатор неформального націоналістичного об'єднання С14:
 До батальйону також увійшли добровольці зі східних регіонів і просто небайдужі кияни.

## Командування
- Командир батальйону «Київ-2» — Войцеховский Богдан
- Заступник Командира батальйону «Київ-2» — Євгеній Герод

## Озброєння
При формуванні батальйону «Київ-2» особовому складу була надана лише легка стрілецька зброя. У вересні — жовтні добровольчі батальйони МВС почали додатково отримувати важке озброєння від Міністерства оборони України. Серед нового озброєння знаходилися великокаліберні кулемети, автоматичні гранатомети, одноразові протитанкові ручні гранатомети тощо. Зазначається, що великокаліберні кулемети Дегтярьова-Шпагіна калібру 12,7 мм зразка 1938 року були випущені в 1950—1970 роки.

## Діяльність та бойовий шлях
4 вересня батальйон відійшов з Дебальцеве до Слов'янська — повідомив Максим Тропотяга, командир 2-ї роти батальйону: «Кільце біля Дебальцевого майже зімкнулося, тому ми вимушені були відійти з Дебальцевого до Слов'янська». У Слов'янську були знищені 4 диверсійно-розвідувальні угрупування терористів.

10 жовтня голова Луганської обласної держадміністрації (ОДА) Геннадій Москаль заявив, що підрозділ батальйону прикомандирований до батальйону «Київська Русь» поблизу села Чорнухине у Попаснянському районі Луганської області нібито без наказу залишили зону АТО. Командир батальйону «Київ-2» Богдан Войцеховський відкинув звинувачення в дезертирстві:
 Радник міністра МВС України Антон Геращенко підтвердив, що батальйон «Київ-2» був перебазований «відповідно до плану».
Батальйон продовжив нести службу у Волновасі між Маріуполем і Донецьком.

Під час позачергових виборів народних депутатів до Верховної Ради України 26 жовтня 2014 року частина батальйону перебувала у м. Волноваха, Донецька область для забезпечення правопорядку. Бійці батальйону спільно з місцевою міліцією звільнили взятого в заручники голову окружної виборчої комісії ОВК № 60 та затримали двох проворушників. Як повідомив Голова МВС Арсен Аваков:
Наприкінці жовтня на початку листопада згідно з планом ротації підрозділів патрульної служби міліції особливого призначення МВС батальйон було відведено у Київ.
16 листопада 2014 року в ході спецоперації контррозвідки СБУ та батальйону «Київ-2» затримано групу бойовиків біля Волновахи — троє затриманих зі складу незаконних збройних формувань «ДНР».
З 15 березня 2014 року, підрозділ несе службу в с. Кримське, Луганської області.

## Нагороди та відзнаки

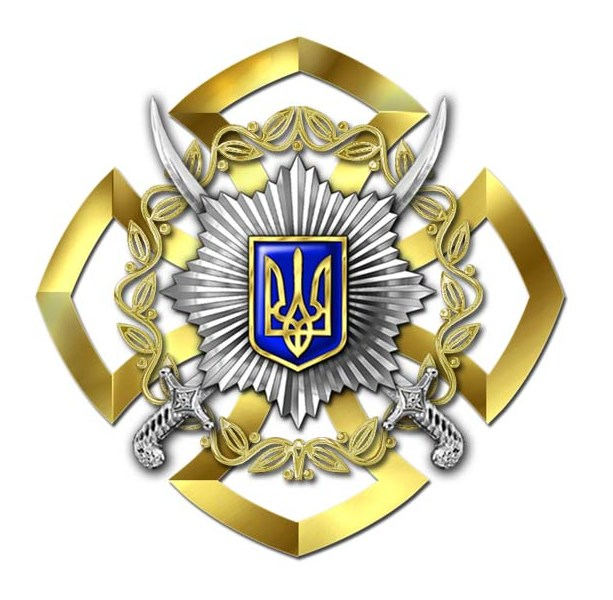
Нагрудний знак МВС України «За відвагу в службі»

24 жовтня 2014 року заступник Міністра внутрішніх справ України Микола Величкович та начальник Головного управління МВС України в м. Києві Олександр Терещук «за сумлінне ставлення до виконання службових обов'язків, беззавітну відданість справі охорони правопорядку, особисту мужність і відвагу, виявлені в захисті державного суверенітету та територіальної цілісності» вручили бійцям батальйону «Київ-2» відомчі нагороди: нагрудні знаки «За відвагу в службі» та подяки, а також іменну вогнепальну зброю. 70 міліціонерам з батальйону «Київ-2» були присвоєні чергові спеціальні звання молодшого начальницького складу. Микола Величкович подякував увесь особовий склад підрозділу патрульної служби міліції особливого призначення за мужність й відвагу проявлену в зоні АТО.
19 грудня 2014 року, Президент України Петро Порошенко вручив «Ордени за мужність 3-го ступеня» двом бійцям батальйону «Київ-2».

## Втрати
- Подгорний Сергій Анатолійович, рядовий міліції, загинув 18 серпня 2014 року.